# Kanopus-V

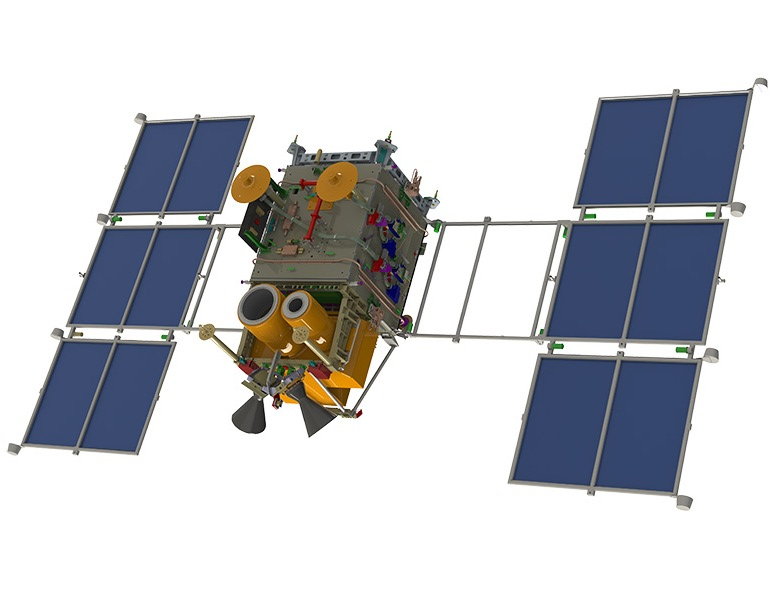
Schematische Darstellung des russischen Erdbeobachtungssatelliten Kanopus-V

Kanopus-V (Kanopus-Vulkan,  russisch Канопус-В) ist der Name einer Baureihe von russischen Erdbeobachtungssatelliten.

## Aufbau
Die dreiachsenstabilisierten und zwischen 450 und 490 kg schweren Satelliten sind nahezu baugleich mit dem Satelliten Belka 2 und sind mit einer panchromatischen Kamera mit einer Auflösung von etwa 2,1 m (1920 × 985 Pixel, 520 bis 850 nm) und einer Schwadbreite von 23 km, einer Vierkanal-Multispektralkamera (1920 × 985 Pixel, 460–520, 510–600, 630–690 und 750–840 nm) mit einer Auflösung von 10,5 m und einem Multispektralscanner MSU-200 (540 bis 860 nm) mit einer Auflösung von 25 m und einer Schwadbreite von 250 km für Übersichtsbilder ausgerüstet. Sie sollen der Erderkundung und der Datensammlung für verbessertes Kartenmaterial dienen, wobei die Daten auch für den Katastrophenschutz und der Landwirtschaft eingesetzt werden sollen. Gebaut wurde er auf Basis eines Satellitenbus der russischen Firma WNIIEM (ursprünglich: Allunionsweites Wissenschafts- und Forschungsinstitut für Elektromechanik). Die Avioniksysteme stammen von Surrey Satellite Technology aus Großbritannien. Die geplante Lebensdauer beträgt jeweils fünf Jahre. Die Energieversorgung übernimmt ein Paar Solarzellen, die jeweils aus drei Modulen bestehen und eine durchschnittliche Leistung von 300 Watt im Orbit ermöglichen. Die Raumsonde beherbergt präzise Positionsbestimmungs- und Kontrollsysteme mit Stern- und Sonnensensoren; GNSS-Empfängern sowie Trägheitsmesssysteme zur Lagebestimmung und Reaktionsräder als primäre Lageaktoren. Die Satelliten verfügen über einen Onboardspeicher von 24 Gigabyte, der Datendownlink erfolgt über ein X-Band-Kommunikationssystem, das zwischen 8,048 und 8,382 GHz arbeitet und Datenraten von bis zu 300 Megabit pro Sekunde erreicht. Die Satelliten werden jeweils in eine sonnensynchrone Umlaufbahn mit etwa 510 km Bahnhöhe gebracht.

## Startliste
| Name                  | Startdatum, Uhrzeit UTC | Trägerrakete        | Startplatz            | COSPAR              | Bemerkungen |
| --------------------- | ----------------------- | ------------------- | --------------------- | ------------------- | --- |
| Kanopus-V1            | 22. Juli 2012 06:42     | Sojus               | Baikonur 31/6         | 2012-039A           | Start mit BKA, Zond-PP, exactView 1 und TET 1, verglüht am 19. November 2024 |
| Kanopus-V-IK          | 14. Juli 2017 06:36     | Sojus-2.1a/Fregat   | Baikonur 31/6         | 2017-042A           | anstelle MSU-200 ein MSU-IK-SR (Multispektralscanner, mit zwei Bändern im Infrarotbereich 3,5–4,5 µm und 8,4–9,4 µm mit einer Auflösung von 200 m und einer Schwadbreite von 2000 km) |
| Kanopus-V3 Kanopus-V4 | 1. Februar 2018 02:07   | Sojus-2.1a/Fregat-M | Kosmodrom Wostotschny | 2018-014A 2018-014B | Start zusammen mit vier S-NET-MicroSats der TU Berlin, vier Lemur-2-CubeSats von Spire Global und der D-Star ONE v1.1 Phoenix CubeSat von German Orbital Systems                      |
| Kanopus-V5 Kanopus-V6 | 27. Dezember 2018 02:07 | Sojus-2.1a/Fregat-M | Kosmodrom Wostotschny | 2018-111A 2018-111B | Start zusammen mit 26 weiteren Satelliten |